# Stitten
Stitten (em árabe: ستيتين) é um município localizado na província de El Bayadh, Argélia. Segundo o censo de 2008, a população total da cidade era de 6 022 habitantes.